# Zone One
Zone One (с англ. — «Зона один») — постапокалиптический роман американского писателя Колсона Уайтхеда в жанре зомби-апокалипсиса.
Книга стала номинантом The Goodreads Choice Awards 2011 года и вошла в список бестселлеров по версии газеты The New York Times.

## Сюжет
Вирус обескровил цивилизацию превращая инфицированных в плотоядных и смертельно заразных зомби. Однако обстановка стабилизировалась и начался процесс восстановления. Одним из таких островков стала «Зона один» охватывающая пространство бывшего Манхэттена. На протяжении трёх дней главный герой — Марк Шпиц и его «чистильщики» — другие выжившие в зомби-апокалипсисе — патрульные Нью-Йорка, устраняют зомби выполняя задание по возвращению города в состояние пригодное для жилья. А его воспоминания вносят ясность в то, как всё началось и как Шпиц пережил нашествие зомби и выживал вплоть до сегодняшнего дня.

## Отзывы
Том Чиарелла в журнале Esquire отметив, что достаточно сложно проследить у Уйатхеда «сочетание новейших культурных подробностей, необычную манеру наблюдения и смутно проглядывающий социальный комментарий», он указывает, что по сравнению с предыдущим произведением писателя «Саг-Харбор» в «„Зоне один“ примечательно появление настоящей повествовательной отдачи Уайтхеда», поскольку здесь он «рассказывает историю — полуразрушенного, похороненного под обломками мира, который в настоящее время делает вид, что лелеем». Чиарелла полагает, что «это книга, которую вы захотите прочитать, а не та, которую обязаны». И хотя он указывает на то, что и здесь имеют место знакомые сюжетные ходы, как-то «пандемия остаётся за сценами погони, предостережения „мы или они“, даже череда случайных укусов», тем не менее книга «самым решительным образом свободна от клише социальных толкований — офисная культура предназначена для бессознательных беспилотников; технология разрушает нашу способность поддерживать связь — и в то же самое время представляет леденящие душу мясные забавы зомби, которые ковыляют, преследуют, изнывают от голода». Чиарелла отмечает, что Уайтхед выступает в качестве «писателя, который описывает человеческих демонов, создавая роман повествующий о перерождении — его собственном, из изнеженного полуфланёра в кузнеца мифа, который пережил киносезон». Он указывает, что «нет нужды в том, чтобы проживать всю жизнь фильмов о зомби или единожды просмотреть „Неудобную правду“, чтобы понять, что „Зона один“ формулирует значимое уравнение: оценка того, чем мы когда-то имели в противоположность тому, что оставили» и подчеркнув, что «Уайтхед блестяще перестроил стародавний жанр, чтобы задать эпидемический вопрос колеблющейся истории — вопрос о возможности выживания», приходит к выводу, то, что «делает „Зону один“ одной из лучших книг года, так это ответ на вопрос, что скелсы и мы похожи».
Роб Бруннер в журнале Entertainment Weekly полагает, что произведение «„Зона один“ это не работа строгого романиста, который волочится за каким-то жанровым романом, но скорее прекрасное сочинение о том, что происходит с ордами убийственной нежити», а также что «это гораздо больше», поскольку оно «играет на нервах нашей эпохи, пережившей 11 сентября, Катрину, пандемическую панику», а «Уайтхед улавливает тонкую нить нашей нервозности, указывая, насколько хрупки социальные стены делающие возможными наши надежды и мечты, как и чрезмерно сложными заказы кофе», что выглядит «довольно жутко».
Глен Дункан в The New York Times, уподобив работу литератора-романиста, пишущего в области жанровой литературы, «свиданию интеллектуала в порноактрисой», и указав, что неминуемо повлечёт за собой простительно любопытство в виде вопросов: «Что это за отношения? Ладно интеллектуал выудит рыбку из мутной водицы, но что в них для порнозвезды? Беседа? Идеи? Деконструкция?» отметил, что если в случае со «странными парочка людей ответ остаётся за закрытыми дверями (до тех пор, пока развод не повлечёт за собой трепетное интервью или кровоточащие мемуары), но их литературные подобия все наши за менее чем 30 долларов». В связи с этим Дункан указывает, что несмотря на то, что Уайтхед является литератором-романистом, тем не менее «Зона один», как произведение о зомби, должно привлечь внимание «поклонников ужасов и изощрённых гурманов», хотя и высказывает сочувствует автору, приводя воображаемый отзыв читателя на Amazon: «Я не могу взять в толк. Эта книга должна быть о зомби, однако автор расходует впустую страницу за страницей, рассказывая об всяких посторонних вещах, которые мне не интересны». Отсюда он делает вывод, что «маркетинг широкого охвата привлечёт читателей для которых необходимость выискивания „катектированный“ или „бризантный“, это не только раздражитель, а ещё и моральное унижение», и такого рода «читатели будут суетиться, корчиться и проклинать на чём свет стоит (если они это переживут), и чувствовать себя преданными, возмущёнными и подверженными мигрени»; и добавляет, что «пока они не преодолеют искушения искусством, они будут продолжать ощущать себя опустошёнными, поскольку „Зона один“ заставит их, вне зависимости от того, хотят они этого или нет, странность знакомого и знакомость странного». Дункан обращает внимание на то, что в романе есть «оруэлловский лозунг, „Мы творим завтрашний день!“ (который, я искренне надеюсь, не напомнил мне „Да, мы можем“) и новый гимн, повышающий моральный дух: „Постойте! Способны ли вы услышать орла? (тема из Reconstruction)“». Касаясь вопроса сюжета рецензент обращает внимание на то, что «сжатое изложение фабулы невозможно: нет никакой фабулы», а также добавляет, что «хуже того, главный герой — немногословный интроверт, самоотверженный заурядный человек», который «в трехдневном романе, наполненном воспоминаниями, наш путеводитель по новой (и, следовательно, старой) реальности», при этом его единственными примечательными особенностями являются прозвище — Марк Шпиц («объяснение которого так долго затягивается, что выигрышные ставки поднимаются угрожающе высоко»), а также «склонность страдать галлюцинациями, в виде падающего пепла, и его зловещее заигрывание с таинственной „запретной мыслью“».
Крис Бартон в газете Los Angeles Times отметил, что «зомби-вселенная Уайтхеда гораздо более трагичное и, несомненно, более человеческое место», а также указал на то, что это «роман с обильной смесью сатиры военного времени и мрачноватым смешным социальным толкованием» и благодаря заострению внимания на подробностях «о потерянных остатках павшего города, роман в разных сторон касается изображения нашей нынешней рецессии, как последствия 11 сентября».
Джон Броенинг в интернет-издании Electric Literature называет произведение Уайтхеда «язвительным смешным романом», обращая внимание на то, что, несмотря на всеобщий упадок, у людей «некоторые привычки никогда не меняются», что заметно на примере того, как человек спасающий свою жизнь бегством от преследующей его толпы зомби «рассказывает о своём прогрессе» используя «мёртвый Bluetooth». Ещё один пример сатиры на современное общество он видит в том, что хотя вся инфраструктура лежит к развалинах, тем не менее «миссии военных по восстановлению порядка, прозванной „Американский Феникс“ (звучит как „Буря в пустыне“ или „Иракская свобода“, не так ли?), всё же удалось привлечь несколько корпоративных спонсоров». Также Броенинг считает, что «Уайтхед — один из писателей, кто сохраняют чуткость главным образом к неодушевленных предметов, и кто представлял себе разрушение, так чтобы он мог любовно оглядеть развалины», что в частности проявляется в размышлениях Шпиц о городской витрине. В целом он приходит к выводу, что «поскольку безликий Марк Шпиц подробно осмысливает свои общие, самые яркие, предапокалиптические воспоминания и покорно идёт навстречу судьбе, возникает подозрение, что в мире Уайтхеда человек и нежить могут быть всего лишь двумя разными классами зомби».
Чарли Джейн Андерс в интернет-издании Gizmodo высказала мнение, что «„Зона один“ показывает как жизнь после зомби-апокалипсиса превращает каждого в разновидность зомби» и указала, что «это книга для тех, кто любит города, а также для тех, кто желает совсем другой, сбивающий столку взгляд на худший апокалиптический сценарий, который мы никогда раньше не видели».
Джейкоб Браунинг в интернет-издании The Odyssey Online высказывает мнение, что «Шпиц — строгий приверженец заурядности, склонный к интроверсии и воспоминаниям даже в самых напряжённых обстоятельствах» чьи «экзистенциальные, острые и часто трагически страстные размышления о обществе, о себе и обстоятельстве пронизывают роман от начала до конца». Самому же Уайтхеду в кафкианской манере удаётся создать одномерный постапокалипсическом мир, где в сохранившейся его части выжившим людям запрещается заниматься грабежом товаров у тех компаний, которые не «спонсировали» деятельность по восстановлению мира, «в то время как Шпиц признается, что у некоторых наверняка есть тайники с накопленным награбленным, укрытые в зонах чистки, климат романа передаёт осязаемость бюрократического бремени, правил, препятствующих вольной человеческой природе, существуя даже в обществе с правительством, которое едва способно работать». Браунинг отмечает, что для него «Зона один» стала произведением, которое взяло его «в непредсказуемое путешествие по жизни человека, которому удаётся выжить в мире, наполненном враждебными опустошёнными лицами, людьми выхолощенными давлением жизни, и терзаемыми, безжизненными оболочками, привязанными к произвольной точке в прошлом, ожидающими когда эта жизнь завершится». А Уайтхед, как он считает, «создаёт среду, в которой время не столь линейно, а вместо этого выступает в качестве измерения, посредством которого главный герой сопровождает нас, так как будто он осматривает дом». И хотя это «непоследовательное турне с большим количеством подробностей, порождающих целых страницы отступлений», однако они «выглядят особенно насущными», поскольку «это была история». Автору произведения удаётся создать «ощутимую дистанцию между Шпицем и читателями», чтобы затем показать такую же «отдалённость человека от общества» попутно ставя немаловажный вопрос «в контексте общества, какое значение имеет история человека?», а «ужасное и, как всегда, красиво написанное заключение к роману (без спойлеров) предполагает, что это не так». В целом Браун делает следующий вывод о книге: «„Зона один“ стала блестящим, головокружительным и полностью сокрушительным романом, который ставит экзистенциальные вопросы, не найденные в мире жанровой литературе. Смешение литературной и жанровой работы, выполненной Уайтхедом, оказалось очень успешным и создало одно из моих любимых литературных произведений».

## Издания
- Whitehead C. Zone One: The Beginning // Esquire, 19.09.2011
- Whitehead C. Zone One: A Novel. — New York: Doubleday, 2011. — 260 p.
- Whitehead C. Zone One: A Novel. — London: Harvill Secker, 2011. — 272 p.